# Notre-Dame-de-Boisset
Notre-Dame-de-Boisset is een gemeente in het Franse departement Loire (regio Auvergne-Rhône-Alpes) en telt 531 inwoners (2005). De plaats maakt deel uit van het arrondissement Roanne.

## Geografie
De oppervlakte van Notre-Dame-de-Boisset bedraagt 9,2 km², de bevolkingsdichtheid is 57,7 inwoners per km².
De onderstaande kaart toont de ligging van Notre-Dame-de-Boisset met de belangrijkste infrastructuur en aangrenzende gemeenten.

## Demografie
Onderstaande figuur toont het verloop van het inwonertal (bron: INSEE-tellingen).